# Yoshihiko Noda
Yoshihiko Noda (野田 佳彦 Noda Yoshihiko?, 20 de mayo de 1957) es un político japonés del Partido Democrático Constitucional de Japón, miembro de la Cámara de Representantes (cámara baja) en la Dieta de Japón (parlamento nacional) y primer ministro de Japón entre 2011 y 2012.

## Biografía
Noda es un nativo de Funabashi, en la Prefectura de Chiba y es hijo de un militar de la Fuerza Terrestre de Autodefensa de Japón (el Ejército de Tierra de Japón después de la Segunda Guerra Mundial); Noda se graduó en la Universidad de Waseda en 1980 y posteriormente del Instituto de Gobierno y Administración Matsushita. Fue elegido miembro de la asamblea de la prefectura de Chiba en 1987.
En 1993 fue elegido diputado de la Cámara de Representantes de la Dieta por el antiguo distrito electoral parlamentario número 1 de Chiba, como un miembro del ahora extinto Partido Nuevo Japón. En 1996 perdió la reelección como diputado por estrecho margen, pero en el 2000 fue elegido de nuevo diputado por el distrito electoral parlamentario número 4 de Chiba (creado por la reforma electoral de 1994 que dividió los distritos plurinominales en distritos uninominales); fue reelegido en 2003, 2005 y 2009 por lo que, con el actual, ha sido diputado por cinco mandatos (teniendo en cuenta que las elecciones han sido adelantadas varias veces en ese período). Noda se unió al PDJ en 1998 y se desempeñó como jefe de Asuntos de la Dieta, así como jefe de la oficina de relaciones públicas del partido. Noda actuó como ministro principal financiaro cuando el PDJ obtuvo el control de la Dieta en septiembre de 2009.
El 8 de junio de 2010 Noda fue nombrado como Ministro de Hacienda por el primer ministro Naoto Kan, quien fue también el anterior Ministro de Finanzas.
El 26 de agosto de 2011 Kan anunció su renuncia a los cargos de líder del Partido Democrático de Japón y primer ministro de Japón, obligando a su partido a elegir a su sucesor.  
El 29 de agosto de 2011, se realizó la votación interna de los parlamentarios del Partido Democrático de Japón para elegir al líder de ese partido (que se convertiría en virtual primer ministro de Japón al disponer el Partido Democrático de una mayoría absoluta en la Cámara baja del Parlamento japonés). Al no alcanzar ninguno de los candidatos sobre 200 votos necesarios para  ganar la elección interna en primera vuelta, se realizó una  segunda ronda (balotaje) entre las 2 primeras mayorías alcanzadas en la primera ronda de votaciones; que fueron la de Noda que obtuvo 102 votos y la del candidato Banri Kaieda (para ese momento Ministro de Economía, Comercio e Industria) que obtuvo 143 votos en esa primera ronda. En la segunda ronda Noda obtuvo 215 votos frente a los 177 de Kaieda, logrando así la mayoría necesaria para convertirse en el nuevo líder del partido y virtual primer ministro de Japón.
El 30 de agosto la Cámara de Representantes de Japón eligió formalmente a Noda como primer ministro del país; 308 diputados votaron a favor de la elección de Noda y 157 votaron en contra. Estaba previsto que la Cámara de Consejeros de Japón (Cámara Alta del Parlamento japonés) se pronunciara para aprobar o rechazar la elección, pero su votación es solamente una formalidad simbólica, ya que la Constitución japonesa dispone que en la elección del primer ministro prevalece la decisión de la Cámara de Representantes por encima de la de la Cámara de Consejeros.
El 2 de septiembre Noda tomó posesión formalmente del cargo de primer ministro, prestando juramento ante el Emperador Akihito en una solemne ceremonia en el Palacio Imperial junto con los 17 ministros que él nombró para formar el nuevo gobierno; en su primera rueda de prensa como jefe de gobierno Noda recalcó que la prioridad de su gobierno será la economía.